# جون كريستوفر يبرش
جون كريستوفر يبرش هو محرر وسياسي أمريكي، ولد في 27 أكتوبر 1827، وتوفي في 28 يوليو 1881. انتخب عضو مجلس نواب تينيسي ‏.